# 요안니스 미트로풀로스
요안니스 미트로풀로스(그리스어: Ιωάννης Μητρόπουλος, 1874년 ~ ?)는 그리스의 체조 선수이다. 그는 아테네에서 열린 1896년 하계 올림픽에 참가했다.
미트로풀로스는 개인, 단체 평행봉 종목과 개인 링 종목에 출전했다. 링 종목에서는 그리스에게 사상 첫 체조 금메달을 안겨주었다. 개인 평행봉 종목에서는 그다지 성공을 거두지 못했으며 순위 또한 알려져있지 않다. 미트로풀로스는 단체 평행봉 종목에 에트니코스 체조단 소속으로 참가했으며 동메달을 목에 걸었다.